# Denise Paquette
Georges Bourgeois (poète)
Pour les articles homonymes, voir Paquette.
 (juillet 2022).
Denise Paquette est une auteure et illustratrice, acadienne d'adoption, née en 1956 à Montréal, au Québec (Canada).

## Biographie
Denise Paquette naît le 9 août 1956 à Montréal. Elle étudie un an au Cégep régional de Lanaudière à Joliette en arts visuels. Elle s'inscrit à l'Université de Moncton, au Nouveau-Brunswick, où elle obtient un baccalauréat ès arts en 1978 et une maîtrise en études françaises et acadiennes en 1984. En 1981, elle épouse Georges Bourgeois, et donnera naissance à deux enfants: Léandre Bourgeois et Laurence.  En 1988, elle fréquente l'Université Laval, à Québec, dans le but d'obtenir un doctorat en littérature québécoise, mais quitte ses études l'année d'ensuite. Après 28 ans de vie commune, le couple se sépare. Elle habitera à Moncton, où elle est tour à tour professeure au secteur Langues de l'Université de Moncton, recherchiste, correctrice, puis journaliste et chroniqueuse culturelle pour divers revues et journaux, tout en poursuivant son travail d'auteure et illustratrice pour la jeunesse. En 2017, elle déménage à Montréal.
Sa passion pour l'illustration et l'écriture l'amène à créer le personnage de la souris Baline, dont le premier de trois albums est Une promenade en girafe, sorti en 1989. Elle illustre aussi les albums d'autres auteurs et autrices paraissant aux éditions Bouton d'or Acadie et La Grande Marée. Elle publie également Mon grand frère le zombi, aux Éditions Les 400 coups, illustré par Jean-Paul Eid. 
Son premier roman, Gribouillis barbares (1998), s'adresse aux enfants de 9 à 12,  est à la fois sympathique et bien écrit, selon, David Lonergan. Annie a deux mamans (2003) est un roman traitant des familles recomposées et de l'homosexualité, dans lequel la narratrice, Fabie, âgée de dix ans, se lie d'amitié avec Annie, originale et délurée, dont la mère, Loraine, forme un couple avec Joëlle, sa colocataire et sa gardienne. Le roman met en lumière l'acceptation de la différance, en ce qu'elle permet à l'être humain de vivre en harmonie avec son entourage et de contribuer à l'épanouissement de tous et chacun.